# Sounds Like Violence
Sounds Like Violence war eine schwedische Emo-/Indie-Rock-Band aus Ängelholm.

## Geschichte
Die Band wurde 2001 ursprünglich unter dem Namen Niccokick gegründet und spielte Power Pop. Drei Jahre später folgten die Umbenennung zu Sounds Like Violence und die Hinwendung zum Emocore. Der erste Tonträger unter dem neuen Namen wird bei Deep Elm Records veröffentlicht, später zeichnet auch Burning Heart Records verantwortlich.

## Stil
Zum Debütalbum With Blood on My Hands schrieb Robert Buchmann vom Ox-Fanzine in einem Rückblick, es sei eine „Kreuzung aus Post-Hardcore-Wutausbrüchen und tanzbarem Indiepop“ gewesen.

## Diskografie
- 2004: The Pistol (EP, Deep Elm Records)
- 2007: Heartless Wreck (Single, Burning Heart Records)
- 2007: With Blood on My Hands (Album, Burning Heart Records, Deep Elm Records)
- 2009: The Emperor's New Clothes (Single, Burning Heart Records)
- 2009: The Devil on Nobel Street (Album, Burning Heart Records)